# 南谷修
南谷 修（みなみたに おさむ）は、日本の建築技術者。鹿島建設取締役副社長を務めた。

## 来歴
1960年、日本大学旧工学部建築学科を卒業して、鹿島建設に入社し、横浜支店に配属される。
神奈川共済農協平塚農協ビル所長（1973年）、静岡市新庁舎新築所長（1984年）、横浜支店建築部部長（1990年）を経て、1996年に横浜支店取締役支店長となる。
その後、建築技術本部副社長兼本部長（2002年）を務めた後、2003年に代表取締役副社長に就任した。